# 코르티손
코르티손, 또는 코티손(cortisone)은 프레그난(21개 탄소)에 속하는 스테로이드 호르몬이다. 코르티코스테로이드의 자연적으로 발생하는 대사 산물로, 약학적 전구약물로도 사용된다. 부신에서 합성되지 않는다. 코르티솔은 특히 콩팥에서 코르티코스테로이드 11-베타-탈수소효소 동종효소 2의 작용에 의해 비활성 대사산물인 코르티손으로 전환된다. 반대로 코르티손은 특히 간에서 11베타-하이드록시스테로이드 탈수소효소 1형의 작용에 의해 활성 스테로이드인 코르티솔로 다시 전환된다.
코르티손이라는 용어는 코르티코스테로이드나 코르티솔의 또 다른 이름인 하이드로코르티손을 가리키는 용도로 자주 오용된다. '코르티손 주사'를 맞거나 '코르티손'을 복용하고 있다고 말하는 많은 사람들은 실제로는 하이드로코르티손이나 훨씬 더 강력한 합성 코르티코스테로이드를 받고 있다. 투여된 약물이 실제로 코르티손일 가능성은 거의 없다.
코르티손은 전구약물(prodrug)로서 투여할 수 있다. 즉, 투여 후 체내에서 전환(특히 간에서 코르티솔로 전환)되어야 효과가 나타난다. 다양한 질병을 치료하는 데 사용되며 정맥 주사, 경구 투여, 관절 내부, 경피적으로 투여할 수 있다. 코르티손은 면역계의 다양한 요소를 억제하여 염증과 그에 따른 통증과 부종을 줄인다. 특히 코르티손의 장기간 사용에는 위험이 있다. 그러나 코르티손을 사용하면 매우 약한 활성만 나타나며 보통은 훨씬 더 강력한 스테로이드가 대신 사용된다.

## 효과 및 용도
코르티손 자체는 비활성 물질이므로 11베타-하이드록시스테로이드 탈수소효소 1형의 작용에 의해 코르티솔로 전환되어야 한다. 이 효소 작용은 주로 경구 또는 전신 주사 후 코르티손이 코르티솔이 되는 주요 부위인 간에서 발생하므로 약리학적 효과가 있을 수 있다. 피부에 바르거나 관절에 주사하면 11베타-하이드록시스테로이드 탈수소효소 1형을 발현하는 국소 부위의 세포가 대신 코르티손을 활성 코르티솔로 전환한다.
코르티손 주사는 단기적인 통증 완화 효과가 있다. 예를 들어 무릎, 팔꿈치, 어깨관절의 윤활주머니나 꼬리뼈, 관절, 힘줄의 염증으로 인한 종창을 줄일 수 있다.
코르티손은 또한 피부과 의사가 켈로이드를 치료하고 습진, 아토피 피부염의 증상을 완화하고 유육종증의 발병을 막는 데 사용한다.

## 부작용
코르티손의 경구 투여는 천식, 고혈당증, 인슐린 저항성, 당뇨병, 골다공증, 불안, 우울증, 무월경, 백내장, 녹내장, 쿠싱 증후군, 감염 위험 증가, 성장 장애를 비롯한 여러 잠재적인 전신 부작용이 있다. 국소 투여 시 피부가 얇아지고 상처 치유 장애, 피부 색소 침착 증가, 힘줄 파열 및 피부 감염(농양 등)이 발생할 수 있다.

## 역사
코르티손은 메이오 클리닉에서 연구하는 동안 미국 화학자 에드워드 캘빈 켄들과 해롤드 L. 메이슨(Harold L. Mason)에 의해 처음 확인되었다. 발견 과정에서 코르티손은 화합물 E(compund E)로, 코르티솔은 화합물 F로 알려졌다.
1949년 필립 쇼월터 헨치와 동료들은 다량의 코르티손 주사가 중증 류마티스 관절염 환자의 치료에 효과적이라는 사실을 발견했다. 켄들은 코르티손을 포함한 부신피질 호르몬의 구조와 기능을 발견한 공로로 필립 쇼월터 헨치, 타데우시 라이히슈타인과 함께 1950년 노벨 생리의학상을 수상했다. 라이히슈타인과 O. Wintersteiner 및 J. Pfiffner 팀은 메이슨과 켄들이 코르티손을 발견하기 전에 이 화합물을 별도로 분리했지만 생물학적 중요성은 인식하지 못했다. 화합물의 결정화 및 특성화에 대한 메이슨의 기여는 일반적으로 메이오 클리닉 외부에서는 잊혔다.
코르티손은 1948년 또는 1949년에 Merck & Co.에서 처음으로 상업적으로 생산되었다. 1949년 9월 30일 퍼시 라본 줄리안(Percy Lavon Julian)은 담즙산에서 코르티손을 생산하는 과정을 개선하여 발표했다. 이로써 희귀하고 비싸고 위험한 화학물질인 사산화 오스뮴을 사용할 필요가 없어졌다. 1950년대 초 영국에서는 영국 국립보건연구원(NIMH)의 존 코포스와 케네스 캘로우(Kenneth Callow)가 Glaxo와 협력하여 아가베 시살라나(Agave sisalana)의 헤코게닌에서 코르티손을 생산했다.

## 생산
코르티손은 스테로이드 생성(steroidogenesis)이라고 하는 과정의 여러 최종 산물 중 하나이다. 이 과정은 콜레스테롤 합성으로 시작하여 부신에서 일련의 변형을 거쳐 많은 스테로이드 호르몬 중 하나가 되는 과정이다. 이 경로의 최종 산물 중 하나가 코르티솔이다. 부신에서 코르티솔이 방출되기 위해서 일련의 신호 전달이 발생한다. 시상하부에서 방출되는 부신피질자극호르몬 방출호르몬은 뇌하수체전엽의 부신피질 자극 호르몬을 자극하여 부신겉질자극호르몬(ACTH)를 방출하며, 이는 신호를 부신피질로 전달한다. 여기에서 다발층과 그물층은 ACTH에 반응하여 글루코코르티코이드, 특히 코르티솔을 분비한다. 다양한 말초 조직, 특히 콩팥에서 코르티솔은 효소인 코르티코스테로이드 11-베타-탈수소효소 동종효소 2에 의해 코르티손으로 비활성화된다. 코르티솔은 강력한 무기질코르티코이드로서 전해질 수준에 혼란을 일으키고(혈중 나트륨 농도를 높이고 혈중 칼륨 농도를 낮춤), 따라서 콩팥에서 비활성화되지 않으면 혈압을 올리기 때문에 비활성화 과정은 중요하다.
코르티손은 글루코코르티코이드로서 활성화되기 전에 코르티솔로 먼저 전환되어야 하기 때문에 그 활성은 단순히 코르티솔을 직접 투여하는 것의 80-90% 정도이다.

## 대중 문화
코르티손 중독은 제임스 메이슨이 제작하고 주연을 맡은 1956년 영화 "삶보다 더 큰(Bigger Than Life)"의 주제이다. 이 영화는 개봉 당시에는 흥행에 실패했지만 많은 현대의 비평가들은 이 영화를 걸작이자 정신 질환과 중독에 대한 현대인의 태도를 훌륭하게 고발한 작품이라고 극찬한다. 1963년 장 뤽 고다르는 이 영화를 역사상 가장 위대한 미국 유성 영화 10편 중 하나로 선정했다.
존 F. 케네디는 애디슨병의 치료제로 코르티손과 같은 코르티코스테로이드를 정기적으로 투여받았다.

## 같이 보기
- 중심장액망막병증
- 코르티코스테롤